# Durchbauungsgrad
Als Durchbauungsgrad wird im Bergbau das Verhältnis zwischen Grubengebäude und dem unmittelbar umgebenden Gesteinsvolumen bezeichnet. Er wird in Prozent angegeben.